# Fatihova mešita (Tirilye)
Fatihova mešita (turecky: Fatih Camii) se nachází ve městě Tirilye v provincii Bursa v Turecku. Vznikla přestavbou původního kostela sv. Teodora z 8. století z dob Byzantské říše. Budova byla původně postavena v letech 720–730. Poté, co město dobyla Osmanská říše, byl kostel přestavěn na mešitu, která byla pojmenována Fatih (dobyvatel). Během Řecko-turecké války (1919–22) byla budova znovu používána jako kostel, avšak dodnes je mešitou.